# Enrique J. Cáceres
Enrique J. Cáceres Fue el octavo Gobernador del Territorio Nacional del Chaco, desde la Organización de los Territorios Nacionales de 1884 (Ley 1532), entre el 28 de abril de 1917 al 1 de octubre de 1920 (1 períodos).